# Pau Torres
Pau Francisco Torres (Villarreal, Castellón, 16 de enero de 1997), conocido como Pau Torres, es un futbolista español que juega de defensa en el Aston Villa F. C. de la Premier League.

## Trayectoria
En 2003 entró a formar parte de la cantera del Villarreal C. F. En la temporada 2016-17 jugó con el filial que estuvo cerca de disputar la promoción de ascenso a Segunda División. La campaña siguiente sí que alcanzaron esa fase, pero fueron eliminados por el Elche C. F. en la final.
Se estrenó con el primer equipo en la Copa del Rey un 20 de diciembre de 2016. Fue en El Madrigal, en un empate ante el C. D. Toledo y se convirtió en el primer debutante nacido en Villarreal en los últimos trece años.
En agosto de 2018 fue cedido al Málaga C. F. por una temporada para jugar en la Segunda División. Tras el préstamo regresó a Villarreal para formar parte de la primera plantilla.
En 2021 ganaron la Liga Europa tras derrotar en la tanda de penaltis al Manchester United F. C. y el año siguiente alcanzaron las semifinales de la Liga de Campeones de la UEFA, competición en la que marcó un gol en los cuartos de final contra la Juventus de Turín.
En julio de 2023, después de veinte años en la entidad y siendo el vigésimo quinto jugador con más partidos en la historia del club, se marchó traspasado al Aston Villa F. C.

## Selección nacional
El 4 de octubre de 2019 fue convocado por primera vez con la selección absoluta de España para los partidos de clasificación para la Eurocopa 2020 ante Noruega y Suecia, aunque no llegó a debutar. Su estreno se produjo el 15 de noviembre ante Malta en la misma fase de clasificación, anotando uno de los siete goles que marcó el conjunto español.
El 24 de mayo de 2021 fue convocado por Luis Enrique para jugar la Eurocopa 2020. En pleno torneo supo que también participaría en los Juegos Olímpicos de Tokio 2020.

### Participaciones en Eurocopas
| Copa          | Sede   | Resultado   | Partidos | Goles |
| ------------- | ------ | ----------- | -------- | ----- |
| Eurocopa 2020 | Europa | Semifinales | 6        | 0     |

### Participación en los Juegos Olímpicos
| Juegos Olímpicos               | Sede  | Resultado        | Partidos | Goles |
| ------------------------------ | ----- | ---------------- | -------- | ----- |
| Juegos Olímpicos de Tokio 2020 | Tokio | Medalla de plata | 6        | 0     |

### Participaciones en Copas del Mundo
| Mundial      | Sede  | Resultado        | Partidos | Goles |
| ------------ | ----- | ---------------- | -------- | ----- |
| Mundial 2022 | Catar | Octavos de final | 1        | 0     |

### Goles internacionales
| N.º | Fecha                   | Estadio                                  | Rival | Gol | Resultado | Competición                 |
| --- | ----------------------- | ---------------------------------------- | ----- | --- | --------- | --------------------------- |
| 1.  | 15 de noviembre de 2019 | Estadio Ramón de Carranza, Cádiz, España | Malta | 3-0 | 7-0       | Clasificación Eurocopa 2020 |

## Estadísticas

### Clubes
Actualizado al último partido disputado el 25 de mayo de 2025.
| Club                          | Div.          | Temporada     | Liga  | Liga  | Copas nacionales | Copas nacionales | Copas internacionales | Copas internacionales | Total | Total |
| Club                          | Div.          | Temporada     | Part. | Goles | Part.            | Goles            | Part.                 | Goles                 | Part. | Goles |
| ----------------------------- | ------------- | ------------- | ----- | ----- | ---------------- | ---------------- | --------------------- | --------------------- | ----- | ----- |
| Villarreal C. F. "C" · España | 3.ª           | 2016-17       | 1     | 0     | —                | —                | —                     | —                     | 1     | 0     |
| Villarreal C. F. "C" · España | Total club    | Total club    | 1     | 0     | 0                | 0                | 0                     | 0                     | 1     | 0     |
| Villarreal C. F. "B" · España | 2.ª B         | 2016-17       | 34    | 2     | —                | —                | —                     | —                     | 34    | 2     |
| Villarreal C. F. "B" · España | 2.ª B         | 2017-18       | 31    | 0     | —                | —                | —                     | —                     | 31    | 0     |
| Villarreal C. F. "B" · España | Total club    | Total club    | 65    | 2     | 0                | 0                | 0                     | 0                     | 65    | 2     |
| Villarreal C. F. · España     | 1.ª           | 2016-17       | 0     | 0     | 1                | 0                | 0                     | 0                     | 1     | 0     |
| Villarreal C. F. · España     | 1.ª           | 2017-18       | 2     | 0     | 3                | 0                | 1                     | 0                     | 6     | 0     |
| Málaga C. F. · España         | 2.ª           | 2018-19       | 40    | 1     | 0                | 0                | —                     | —                     | 40    | 1     |
| Málaga C. F. · España         | Total club    | Total club    | 40    | 1     | 0                | 0                | 0                     | 0                     | 40    | 1     |
| Villarreal C. F. · España     | 1.ª           | 2019-20       | 34    | 2     | 2                | 0                | —                     | —                     | 36    | 2     |
| Villarreal C. F. · España     | 1.ª           | 2020-21       | 33    | 2     | 2                | 0                | 9                     | 1                     | 44    | 3     |
| Villarreal C. F. · España     | 1.ª           | 2021-22       | 33    | 5     | 1                | 0                | 13                    | 1                     | 47    | 6     |
| Villarreal C. F. · España     | 1.ª           | 2022-23       | 34    | 1     | 2                | 0                | 3                     | 0                     | 39    | 1     |
| Villarreal C. F. · España     | Total club    | Total club    | 136   | 10    | 11               | 0                | 26                    | 2                     | 173   | 12    |
| Aston Villa F. C. Inglaterra  | 1.ª           | 2023-24       | 29    | 2     | 1                | 0                | 9                     | 0                     | 39    | 2     |
| Aston Villa F. C. Inglaterra  | 1.ª           | 2024-25       | 24    | 0     | 1                | 0                | 9                     | 0                     | 34    | 0     |
| Aston Villa F. C. Inglaterra  | Total club    | Total club    | 53    | 2     | 2                | 0                | 18                    | 0                     | 73    | 2     |
| Total carrera                 | Total carrera | Total carrera | 295   | 15    | 13               | 0                | 44                    | 2                     | 352   | 17    |
| 1. 2.                         |               |               |       |       |                  |                  |                       |                       |       |       |

## Palmarés

### Campeonatos internacionales
| Título                 | Club (*)                   | Sede   | Año  |
| ---------------------- | -------------------------- | ------ | ---- |
| Liga Europa de la UEFA | Villarreal C. F.           | Gdansk | 2021 |
| Juegos Olímpicos       | Selección de España sub-23 | Tokio  | 2020 |

(*) Incluyendo la selección.